# لوئیس مارمونت
لوئیس مارمونت (انگلیسی: Louise Marmont؛ زادهٔ may ۲۲, ۱۹۶۷ (۵۷ سال)) ورزشکار کرلینگ اهل سوئد است.